# Steel Wheels
Steel Wheels è un album in studio del gruppo rock britannico The Rolling Stones pubblicato nel 1989; è il 19° della discografia inglese e il 21° di quella statunitense.

## Tour
Segue all'album un tour mondiale, lo Steel Wheels/Urban Jungle Tour, che tocca l'Italia nel 1990 allo Stadio delle Alpi di Torino e allo Stadio Flaminio di Roma.

## Tracce
1. Sad Sad Sad - 3:35
2. Mixed Emotions - 4:39
3. Terrifying - 4:53
4. Hold On to Your Hat - 3:32
5. Hearts for Sale - 4:40
6. Blinded by Love - 4:37
7. Rock and a Hard Place - 5:25
8. Can't Be Seen - 4:10
9. Almost Hear You Sigh (Jagger/Richards/Jordan) - 4:37
10. Continental Drift - 5:14
11. Break the Spell - 3:07
12. Slipping Away - 4:30

- Tutte le canzoni sono di Jagger/Richards tranne dove indicato.

## Formazione
The Rolling Stones
- Mick Jagger – voce e cori, chitarra, acustica; armonica, percussioni, tastiera in "Continental Drift"
- Keith Richards – chitarra, acoustica, cori; voce in "Can't Be Seen" e "Slipping Away";
- Ronnie Wood – chitarra, acustica basso, cori
- Bill Wyman – basso
- Charlie Watts – batteria

Additional musicians
- Chuck Leavell – organo, tastiera, piano
- Matt Clifford –  piano, clarinetto, organo
- Sarah Dash – cori
- Lisa Fischer – cori
- Bernard Fowler – cori
- Luis Jardim – percussioni
- Phil Beer – mandolino
- Roddy Lorimer – tromba
- Sonia Morgan – cori
- Tessa Niles – cori

## Classifiche

### Classifiche settimanali
| Classifica (1989) | Posizione massima |
| ----------------- | ----------------- |
| Australia         | 7                 |
| Austria           | 1                 |
| Canada            | 1                 |
| Francia           | 6                 |
| Germania          | 2                 |
| Italia            | 5                 |
| Norvegia          | 1                 |
| Nuova Zelanda     | 3                 |
| Paesi Bassi       | 2                 |
| Regno Unito       | 2                 |
| Spagna            | 6                 |
| Stati Uniti       | 3                 |
| Svezia            | 2                 |
| Svizzera          | 2                 |

### Classifiche di fine anno
| Classifica (1989) | Posizione |
| ----------------- | --------- |
| Canada            | 13        |
| Francia           | 36        |
| Italia            | 40        |
| Paesi Bassi       | 37        |
| Regno Unito       | 25        |
| Classifica (1990) | Posizione |
| Canada            | 45        |
| Stati Uniti       | 50        |